# 当代古典音乐
當代古典音樂（英語：Contemporary classical music），通常是指由1970年代中期至1990年代早期創作的新音樂（德語：Neue Musik），包含著現代主義音樂、後現代音樂、新浪漫主義音樂和折衷主義等風格。不過有時當代古典音樂可以泛指1945年之後的作品。當代古典音樂的風格多樣，由前衛音樂開始打破了許多以前人們對於何謂音樂的觀念，到今天各種風格百花齊放，再也沒有一個統一的時代風格。

## 分類
一般而言，「當代古典音樂」是：
- 現代形式的藝術音樂
  - 安東·韋伯恩和巴托克等去世後的1945年後的現代調性音樂形式[3]
（包括序列音樂、電子聲音樂（英语：Electroacoustic music）、具體音樂、實驗音樂、無調性音樂、簡約音樂等。）
  - 1975年後的形式[4]
（包括後現代音樂（英语：postmodern music）、频譜音樂（英语：Spectral music）、後極簡主義、聽覺藝術等。）

## 歷史

### 背景
在二十世紀初，古典音樂作曲家開始嘗試使用一種越來越不協和的音高語言，有時甚至會產生無調性的作品。第一次世界大戰之後，一些作曲家採用了新古典主義風格，試圖重現早期風格的平衡形式和清晰可見的主題進程（參見新即物主義和社會現實主義）。第二次世界大戰之後，現代派作曲家在他們的創作過程中尋求達到更高層次的控制（例如使用十二音技法和後來的全序列主義）。與此同時，作曲家們也在嘗試放棄控制的手段，在不同程度上探索不確定性或隨意過程。另一方面，技術進步導致了電子音樂的誕生。實驗磁帶循環和重複性有助於極簡主義音樂的發展。還有一些作曲家開始探索音樂戲劇表演（表演藝術、混合媒體、磁力音樂）的潛力。當代古典音樂的新作品不斷被創作出來。伯克利波士頓音樂學院每年都會舉辦700場演出。來自當代古典音樂課程學生的新作品亦有大約150場演出。

### 1945-75年
在某程度上，歐洲和美國的傳統在第二次世界大戰後產生了分歧。歐洲最有影響力的作曲家包括皮埃尔·布莱兹、路易吉·诺诺和卡爾海因茲·史托克豪森。其中布莱兹和史托克豪森都是奥利维埃·梅西安的學生。序列主義是當時重要的美學哲學，也是一組創作技法。它源自阿諾德·勛伯格和安东·韦伯恩（他本人卻不接受十二音技法）的作品，又與勒·柯布西耶的調性思想密切相關。另一方面，雖然有一些更傳統的作曲家如肖斯塔科维奇和本傑明·布里頓，創作了一些傑出序列音樂，但仍然保持著一種音調風格。
美國的作曲家如米尔顿·巴比特、約翰·凱吉、艾略特·卡特、亨利·考埃尔、菲利普·格拉斯、斯蒂夫·莱奇、喬治·羅奇伯格和罗杰·塞欣斯都形成自己的音樂觀。部份作曲家（凱吉、考埃尔、格拉斯、莱奇）開展了一種新的實驗音樂，他們開始質疑音樂的基本概念，如記譜法、表演、持續時間和重複，而其他作曲家（巴比特、羅奇伯格、塞欣斯）則對荀伯克的十二音序列主義進行了擴展。